# Vlada Crne Gore
Vlada Crne Gore najviše je izvršno tijelo u Crnoj Gori. Obujam posla, organizacija, način rada i odlučivanja uređuju se u skladu s Ustavom i zakonima Crne Gore i podzakonskim aktima.
Vladu Crne Gore čine predsjednik, potpredsjednici i ministri.
Ministre u Vladi Crne Gore bira Skupština Crne Gore, najviše zakonodavno tijelo u Crnoj Gori, kojem je Vlada odgovorna za ispunjavanje obaveza utvrđenih Ustavom i zakonima Crne Gore.

## Sastav vlade
| Resor                                                    | Ministar                 | Stranka   |
| -------------------------------------------------------- | ------------------------ | --------- |
| Predsjednik Vlade                                        | Zdravko Krivokapić       | Nezavisan |
| Potpredsjednik Vlade                                     | Dritan Abazović          | URA       |
| Ministarstva                                             |                          |           |
| Ministar obrazovanja, znanosti, kulture i sporta         | Vesna Bratić             | Nezavisan |
| Ministar financija i socijalne skrbi                     | Milojko Spajić           | Nezavisan |
| Ministar ekologije, prostornog planiranja i urbanizma    | Ratko Mitrović           | Nezavisan |
| Ministar pravde, manjina i ljudskih prava                | Vladimir Leposavić       | Nezavisan |
| Ministar javne uprave, digitalnog društva i medija       | Tamara Srzentić          | Nezavisan |
| Ministar ekonomskog razvoja                              | Jakov Milatović          | Nezavisan |
| Ministar za kapitalne investicije                        | Mladen Bojanić           | Nezavisan |
| Ministar vanjskih poslova                                | Đorđe Radulović          | Nezavisan |
| Ministar obrane                                          | Olivera Injac            | Nezavisan |
| Ministar unutarnjih poslova                              | Sergej Sekulović         | Nezavisan |
| Ministar zdravlja                                        | Jelena Borovinić Bojović | Nezavisan |
| Ministar poljoprivrede, šumarstva i vodnoga gospodarstva | Aleksandar Stijović      | Nezavisan |

## Vanjske poveznice
- Vlada Crne Gore  Arhivirana inačica izvorne stranice od 10. svibnja 2021. (Wayback Machine), službena stranica